# Касуга (станция, Токио)

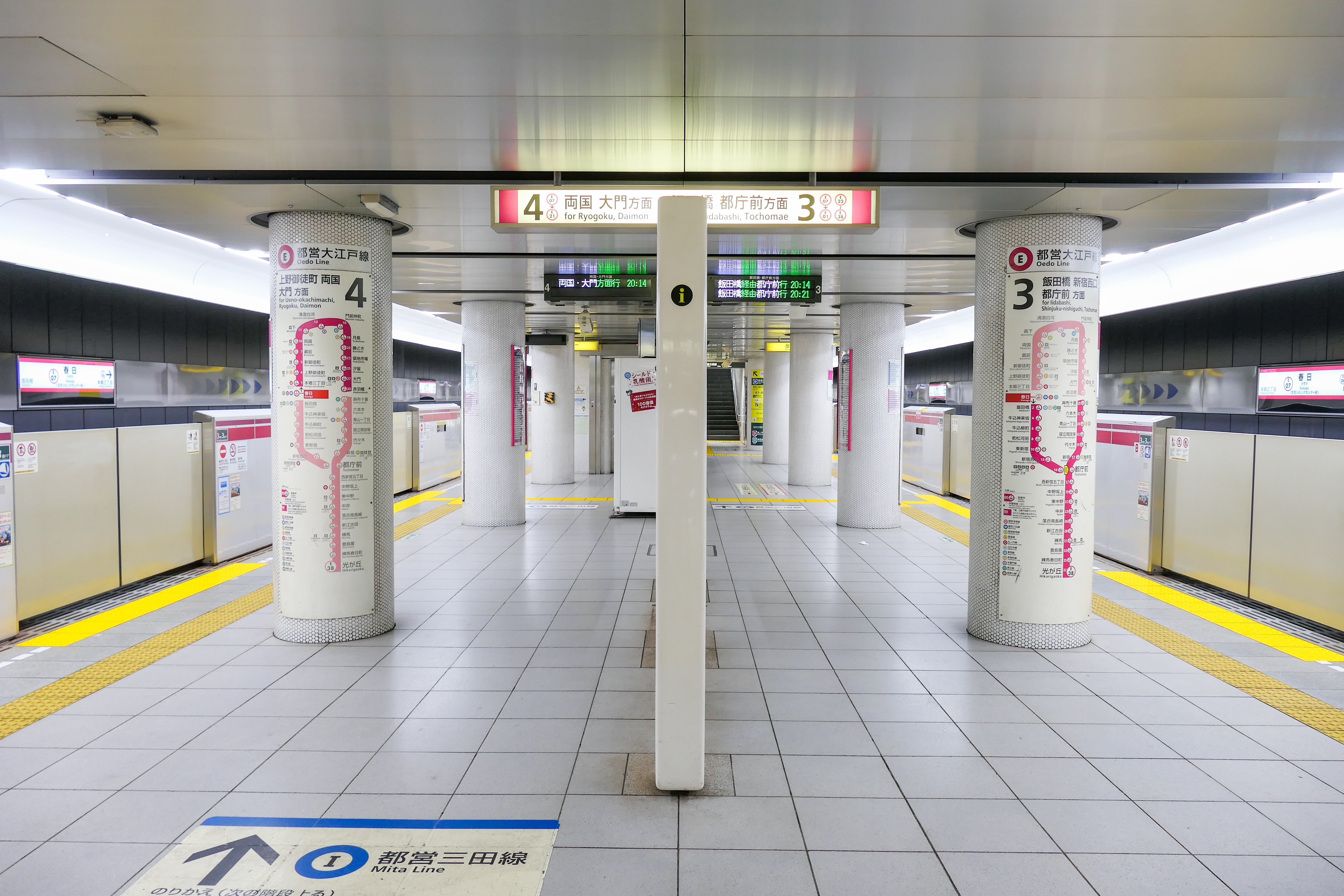
Платформа линии Оэдо

Станция Касуга (яп. 春日駅 касуга эки) — железнодорожная станция на линиях Оэдо и Мита расположенная в специальном районе Бункё, Токио. Станция обозначена номером E-07 на линии Оэдо и номером I-12 на линии Мита. На станции установлены автоматические платформенные ворота.

## Планировка станции
Одна платформа островного типа, две платформы бокового типа и 4 пути.
| 1 | ○ Линия Мита | Отэмати, Сироканэ-Таканава, Мэгуро, Хиёси                               |
| 2 | ○ Линия Мита | Сугамо, Симура-Сантёмэ, Ниси-Такасимадайра                              |
| 3 | ○ Линия Оэдо | Тотёмаэ (Пересдка на Тотёмаэ до станций Нэрима, Хикаригаока и Роппонги) |
| 4 | ○ Линия Оэдо | Иидабаси, Рёгоку                                                        |

## Близлежащие станции
| «         |  | Линия      |  | »             |
| --------- |  | ---------- |  | ------------- |
| Иидабаси  |  | Линия Оэдо |  | Хонго-Сантёмэ |
| Суйдобаси |  | Линия Мита |  | Хакусан       |